# كارلوس ساليرو
كارلوس ساليرو (بالبرتغالية: Carlos Miguel Mondim Saleiro‏) (25 فبراير 1986 بلشبونة في البرتغال - ) هو لاعب كرة قدم برتغالي في مركز الهجوم. شارك مع منتخب البرتغال تحت 17 سنة لكرة القدم ومنتخب البرتغال تحت 21 سنة لكرة القدم. أما مع النوادي، فقد لعب مع سبورتينغ لشبونة ب وسبورتينغ لشبونة ونادي أكاديميكا كويمبرا ونادي سيرفيت ونادي فاتيما ونادي فيتوريا سيتوبال وأورينتال دي لشبونة ‏ وC.D. Olivais e Moscavide ‏.

## وصلات خارجية
- كارلوس ساليرو على موقع الاتحاد الأوربي (الإنجليزية)
- كارلوس ساليرو على موقع قاعدة بيانات كرة القدم.إي يو (الإنجليزية)
- كارلوس ساليرو على موقع Soccerway.com (الإنجليزية)